# Печерниковское сельское поселение
Печерниковское се́льское поселе́ние — упразднённое муниципальное образование в Михайловском районе Рязанской области Российской Федерации.
Административный центр — село Печерники.

## История
Статус и границы сельского поселения установлены законом Рязанской области от 07.10.2004 N 86-ОЗ.
4 июня 2018 года в соответствии с Законом Рязанской области №31-ОЗ Печерниковское сельское поселение включено в состав Слободского сельского поселения.

## Население
| 2010 | 2012 | 2013 | 2014 | 2015 | 2016 | 2017 |
| ---- | ---- | ---- | ---- | ---- | ---- | ---- |
| 514  | ↘492 | ↘482 | ↘470 | ↘456 | ↘437 | ↘418 |
| 2018 |      |      |      |      |      |      |
| ↘403 |      |      |      |      |      |      |

## Состав сельского поселения
| № | Населённый пункт | Тип населённого пункта       | Население |
| - | ---------------- | ---------------------------- | --------- |
| 1 | Берёзово         | село                         | ↘56       |
| 2 | Печерники        | село, административный центр | ↘453      |
| 3 | Саларьево        | деревня                      | 5         |

## Местное самоуправление
Глава муниципального образования: Усанов Сергей Иванович (Дата избрания — 01.03.2009).